# Vedette (personnalité)
Pour les articles homonymes, voir Vedette, Étoile (homonymie) et Star.
Ne doit pas être confondu avec Célébrité.

Le Walk of Fame, sur Hollywood Boulevard, immortalise les vedettes.

Une vedette, ou étoile (aussi désignée par l'anglicisme « star ») est une personne très connue et souvent idolâtrée par les adeptes (admirateurs) du vedettariat (en anglais star system). 
L'appellation a largement débordé le vedettariat qui fabrique et prépare ses vedettes, pour caractériser d'autres types de personnalités (célébrités de l'industrie du spectacle mais aussi animateurs, cuisiniers, « capitaines d'industrie », sportifs, hommes politiques), mais également des activités. 
On parle aussi plus généralement de « célébrités » ou de « personnages publics ».

## Historique
Si les termes de vedette et d'étoile font leur apparition dans le monde du théâtre au milieu du XIXe siècle, le fait sociologique du vedettariat remonte à l'Antiquité, par exemple avec les pantomimes de la Rome antique. 
Celui de star est porté par le star system hollywoodien (en) qui se constitue entre 1919 et 1960, en promouvant des vedettes que le public regarde sur les écrans de cinéma, qui paraissent inaccessibles et qui continuent de briller même après leur mort, d'où la métaphore de l'étoile. 
Selon l'économiste Françoise Benhamou, « le système du vedettariat est devenu le mode de fonctionnement quasi-naturel de nombre d’activités, consultants, banquiers d’affaire, avocats, mannequins, créateurs de mode qui s’y essaient. Ni les industries du livre, du disque, de la télévision, ni les spectacles, ni les musées et les mondes des arts ne s’y soustraient ».

## Culte
Les vedettes ou stars font l'objet d'un culte quasi-divin et d'une liturgie qui confèrent aux artistes un statut stellaire, puis deviennent progressivement plus accessibles. « Les stars participent dès lors à la vie quotidienne. Ce ne sont plus des étoiles inaccessibles mais des médiatrices entre le ciel de l'écran et la terre ».

## Domaines concernés

### Musique
Dans les spectacles de music-hall, il y avait plusieurs tours de chant : en première partie se produisait un jeune chanteur de « lever de rideau » pour deux ou trois chansons, puis un jongleur, acrobate, imitateur ou prestidigitateur, puis une « vedette anglaise » (troisième rang sur l'affiche) ; enfin, la « vedette américaine » était la dernière à se produire avant l'entracte,, clôturant ainsi la première partie, avant la vedette principale (la tête d'affiche).
L'industrie du disque et les médias seront les vecteurs les plus importants du vedettariat dans les différents genres de musique. Le développement des artistes sera une stratégie essentielle de la croissance des maisons de disques; la capacité de promotion et de distribution à grande échelle étant liée à leur taille et leur implantation multinationale. À l'âge d'or du disque, les plus grandes vedettes de la chanson, de la pop, du jazz ou de la musique classique ont des contrats d'exclusivité avec les majors du disque. Pour Mario d'Angelo, le vedettariat s'explique aussi par le fait que la vedette, connue et surtout reconnue, offre une certaine garantie de la qualité ou du style attendu par l'acheteur. Toute une construction était ainsi faite avec les tubes, les Hit-parades et les Tops 50 ou 100 des artistes préférés.

### Cinéma
Dans le cinéma, on observe le même phénomène : la réputation des premiers rôles (ou des réalisateurs) est indispensable pour atteindre le succès à l'international. L'industrie du cinéma doit donc fabriquer des vedettes et les entretenir par la médiatisation. Là encore, à un certain stade du vedettariat (ou de la « starification ») ce sont les majors d'Hollywood qui sont le plus à même d'avoir des budgets de promotion importants pour alimenter la médiatisation (lors de la sortie d'un film, ou par des récompenses fortement médiatisées comme les Oscars,).

### Télévision
Certaines émissions télévisées utilisent ce terme : Star Academy ou Star Academie, Popstars, Nouvelle Star.